# Il terribile Teodoro
Il terribile Teodoro è un film del 1959 diretto da Roberto Bianchi Montero.

## Trama
Il signor Teodoro è direttore di un importante negozio di moda che non riesce a vendere i suoi indumenti. Infatti sua moglie Eulalia, il braccio destro dell'atelier, essendo una donna all'antica, vuole che si vendano solo costumi e indumenti molto rigidi che non piacciono molto al pubblico.
La situazione peggiora ancora quando Teodoro scopre che dalla città stanno arrivando le sue tre nipoti. Queste gli renderanno la vita un inferno anche perché, esortate dalla moglie Eulalia, seguono lo zio durante tutta la notte e vengono a sapere che Teodoro passa le sue serate nei night club.
Le tre mettono quindi lo zio sotto torchio, costringendolo a soddisfare le loro aspirazioni: diventare modelle famose e fare spettacoli in locali notturni; Eulalia scopre tutto e minaccia di far fallire l'atelier e di querelare Teodoro, ma viene catturata da agenti segreti i quali credono che lei possegga degli importanti documenti. Tuttavia il buon Teodoro decide con le nipoti di accorrere in suo aiuto e riesce a trovare un accordo con la moglie, che gli consente di vendere abiti all'ultima moda anziché in stile primo Novecento.